# Malka Vereia, Stara Zagora
Malka Vereia (în bulgară Малка Верея) este un sat în comuna Stara Zagora, regiunea Stara Zagora,  Bulgaria. 

## Demografie
Componența etnică a satului Malka Vereia
     Bulgari (97,99%)
     Nicio identificare (2%)
     Altele (0%)
La recensământul din 2011, populația satului Malka Vereia era de 448 locuitori. Din punct de vedere etnic, majoritatea locuitorilor (97,99%) erau bulgari. Pentru 2% din locuitori nu este cunoscută apartenența etnică.